# Постоянные члены Совета Безопасности ООН

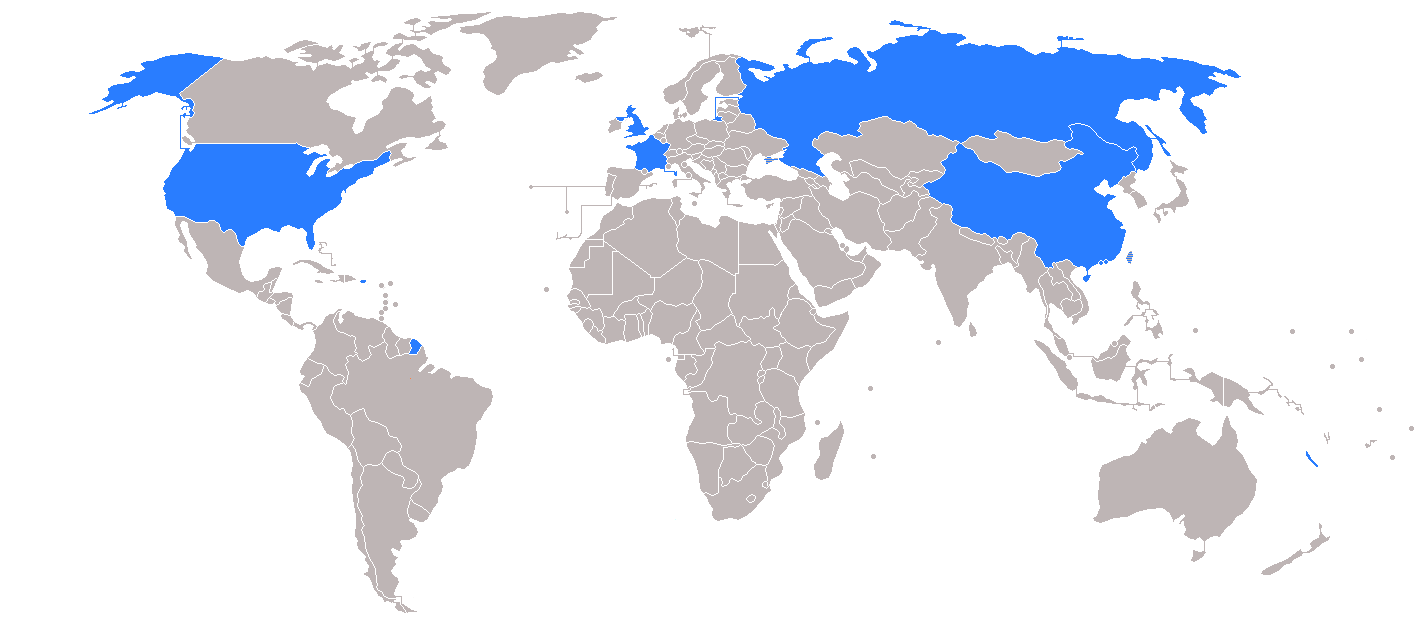
Постоянные члены Совета Безопасности ООН

Постоянные члены Совета Безопасности ООН (также известные как «Постоянная пятёрка», «Большая пятёрка» или «P5») — это пять суверенных государств, которым Устав ООН 1945 года предоставляет постоянное место в Совете Безопасности ООН: Великобритания, Китай, Советский Союз , Соединённые Штаты Америки и Франция.
Все постоянные члены были союзниками во Второй мировой войне (и победителями в этой войне), а также обладают ядерным оружием и правом вето, которое позволяет любому из них предотвратить принятие любого «существенного» проекта резолюции Совета, независимо от уровня его международной поддержки. Остальные 10 членов Совета Безопасности ООН избираются Генеральной Ассамблеей, что дает в общей сложности 15 государств-членов ООН.

## Постоянные члены
Ниже приводится таблица нынешних постоянных членов Совета Безопасности ООН.
| Страна                    | Действующее государственное представительство              | Бывшее государственное представительство                                                                | Действующие исполнительные лидеры                                                         | Действующий представитель |
| ------------------------- | ---------------------------------------------------------- | --- | ----------------------------------------------------------------------------------------- | ------------------------- |
| Великобритания            | Соединённое Королевство Великобритании и Северной Ирландии | Н/П | Монарх: Карл III Премьер-министр: Кир Стармер                                             | Барбара Вудворд           |
| Китай                     | Китайская Народная Республика                              | Китайская Республика (1945—1971)                                                                        | Генеральный секретарь и председатель: Си Цзиньпин Премьер Государственного Совета: Ли Цян | Фу Цун                    |
| Россия                    | Российская Федерация                                       | Союз Советских Социалистических Республик (1945—1991)                                                   | Президент: Владимир Путин Председатель Правительства: Михаил Мишустин                     | Василий Небензя           |
| Соединённые Штаты Америки | Соединённые Штаты Америки                                  | Н/П | Президент: Дональд Трамп Вице-президент: Джей Ди Вэнс                                     | Дороти Ши                 |
| Франция                   | Французская Республика                                     | Временное правительство Французской республики (1945—1946) Четвёртая Французская республика (1946—1958) | Президент: Эмманюэль Макрон Премьер-министр: Франсуа Байру                                | Николя де Ривьер          |

## История

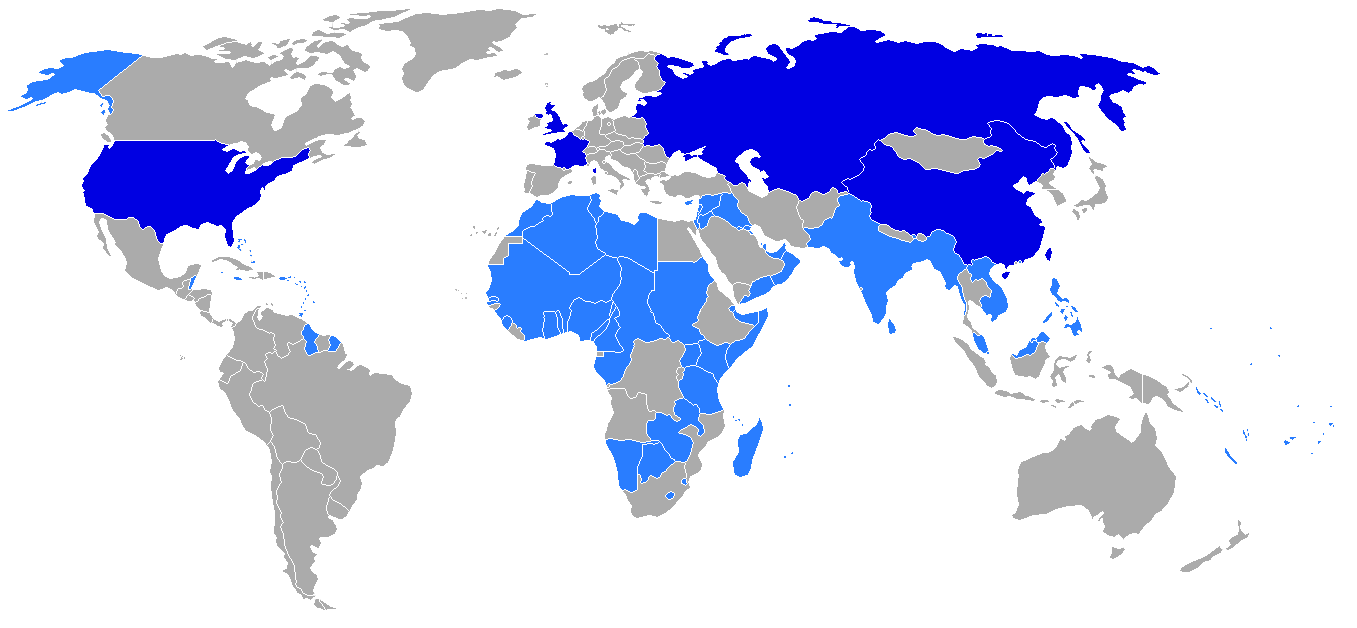
Первоначальные постоянные члены Совета Безопасности Организации Объединенных Наций в 1945 году (темно-синий) с указанием их соответствующих колоний и других владений (бледно-синий)

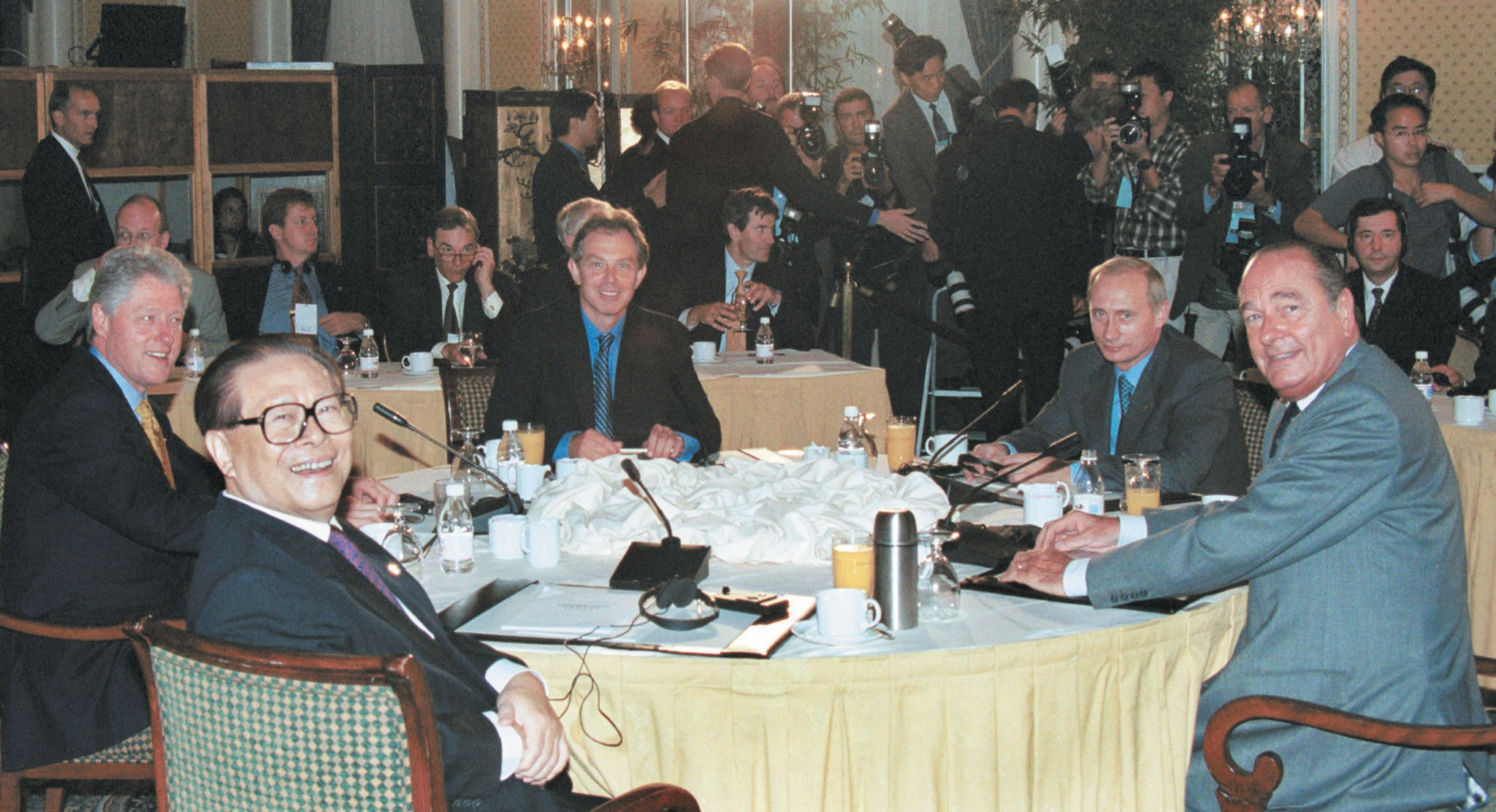
Лидеры пяти постоянных государств-членов на саммите в 2000 году. По часовой стрелке спереди слева: верховный лидер Китая Цзян Цзэминь, президент США Билл Клинтон, премьер-министр Великобритании Тони Блэр, президент России Владимир Путин и президент Франции Жак Ширак.

При основании ООН в 1945 году пятью постоянными членами Совета Безопасности были Великобритания, Китайская Республика, Соединённые Штаты Америки, Союз Советских Социалистических Республик и Французская Республика. С тех пор произошло два изменения, хотя они не были отражены в статье 23 Устава Организации Объединённых Наций, поскольку в неё не были внесены соответствующие поправки:
- Место Китая первоначально принадлежало национальному правительству Китайской Республики (КР). Однако оно проиграло гражданскую войну в Китае и в 1949 году отступило на остров Тайвань. Коммунистическая партия Китая получила контроль над материковым Китаем и создала Китайскую Народную Республику (КНР). В 1971 году резолюция Генеральной Ассамблеи ООН 2758 признала КНР законным представителем Китая в ООН и предоставила ей место в Совете Безопасности, которое раньше занимала Китайская Республика, которая была полностью исключена из ООН.[12] И КР, и КНР продолжают заявлять де-юре суверенитет над всем Китаем (включая Тайвань).[13][14][15] Однако только 13 государств продолжают официально признавать Китайскую республику в качестве единственного законного правительства Китая.
- После распада СССР в 1991 году Россия была признана  продолжателем Советского Союза и сохранила его место в Совете Безопасности.

Кроме того, между основанием Организации Объединенных Наций и концом 20-го века многие заморские территории Великобритании и Франции стали независимыми в связи с распадом Британской империи и Французской колониальной империи, а Франция сократила свою территорию де-юре с обретением независимости Алжиром в 1962 году. Франция сохранила своё место, поскольку не произошло никаких изменений в её международном статусе или признании. (В это время Франция также реформировала свое временное правительство в Четвёртую Французскую республику в 1946 году и в Пятую Французскую республику в 1958 году, оба раза под руководством Шарля де Голля).
Пять постоянных членов Совета Безопасности были державами-победительницами во Второй мировой войне и с тех пор сохраняют самые мощные в мире вооружённые силы. Они ежегодно возглавляют список стран с самыми высокими военными расходами наряду с Индией и Германией; в 2011 году они потратили более 1 триллиона долларов США на оборону, что составляет более 60 % мировых военных расходов (только на США приходится более 40 %). Они также входят в десятку крупнейших мировых экспортёров оружия и являются единственными странами, официально признанными «державами, обладающими ядерным оружием» в соответствии с Договором о нераспространении ядерного оружия (ДНЯО), хотя известно или считается, что есть и другие государства, обладающие ядерным оружием.

## Право вето
«Право вето» относится к праву вето, которым обладают только постоянные члены, что позволяет им предотвратить принятие любого «существенного» проекта резолюции Совета, независимо от уровня международной поддержки этого проекта. Право вето не применяется к процедурным голосованиям, что важно, поскольку постоянные члены Совета Безопасности могут голосовать против «процедурного» проекта резолюции, не обязательно блокируя его принятие Советом.
Право вето применяется, когда какой-либо постоянный член — так называемая «пятёрка председателей» голосует «против» по "существенному" проекту резолюции. Воздержание или отсутствие постоянного члена при голосовании не препятствует принятию проекта резолюции.

## Расширение

Группа четырёх: Бразилия, Германия, Индия и Япония

Были предложения о введении новых постоянных членов. В качестве кандидатов обычно упоминаются Бразилия, Германия, Индия и Япония. Они составляют группу из четырёх стран, известную как «Группа четырёх», которые взаимно поддерживают заявки друг друга на постоянные места.
Против такого рода реформ традиционно выступала группа «Единство ради консенсуса», состоящая в основном из стран, являющихся региональными соперниками и экономическими конкурентами «Группы четырёх». Группа состоит из Италии и Испании (против Германии), Мексики, Колумбии и Аргентины (против Бразилии), Пакистана (против Индии) и Республики Корея (против Японии), а также Турции, Индонезии и других. С 1992 года Италия и другие члены совета вместо этого предложили полупостоянные места или увеличение количества временных мест.
Большинство ведущих кандидатов в постоянные члены регулярно избираются в Совет Безопасности своими соответствующими группами. Япония была избрана на одиннадцать двухлетних сроков, Бразилия на десять сроков и Германия на три срока. Индия избиралась в совет восемь раз, последний раз в 2020 году.
По данным Стокгольмского института исследования проблем мира (СИПРИ), в 2013 году на членов P5 и G4 Совета Безопасности ООН приходилось восемь из десяти крупнейших мировых оборонных бюджетов.

## Действующие лидеры постоянных членов
Ниже приведены главы правительств, которые представляют постоянных членов Совета Безопасности ООН на 2025 год:
- Кир Стармер
Премьер-министр
Соединённого Королевства
Великобритании и Северной Ирландии
с 5 июля 2024 г.

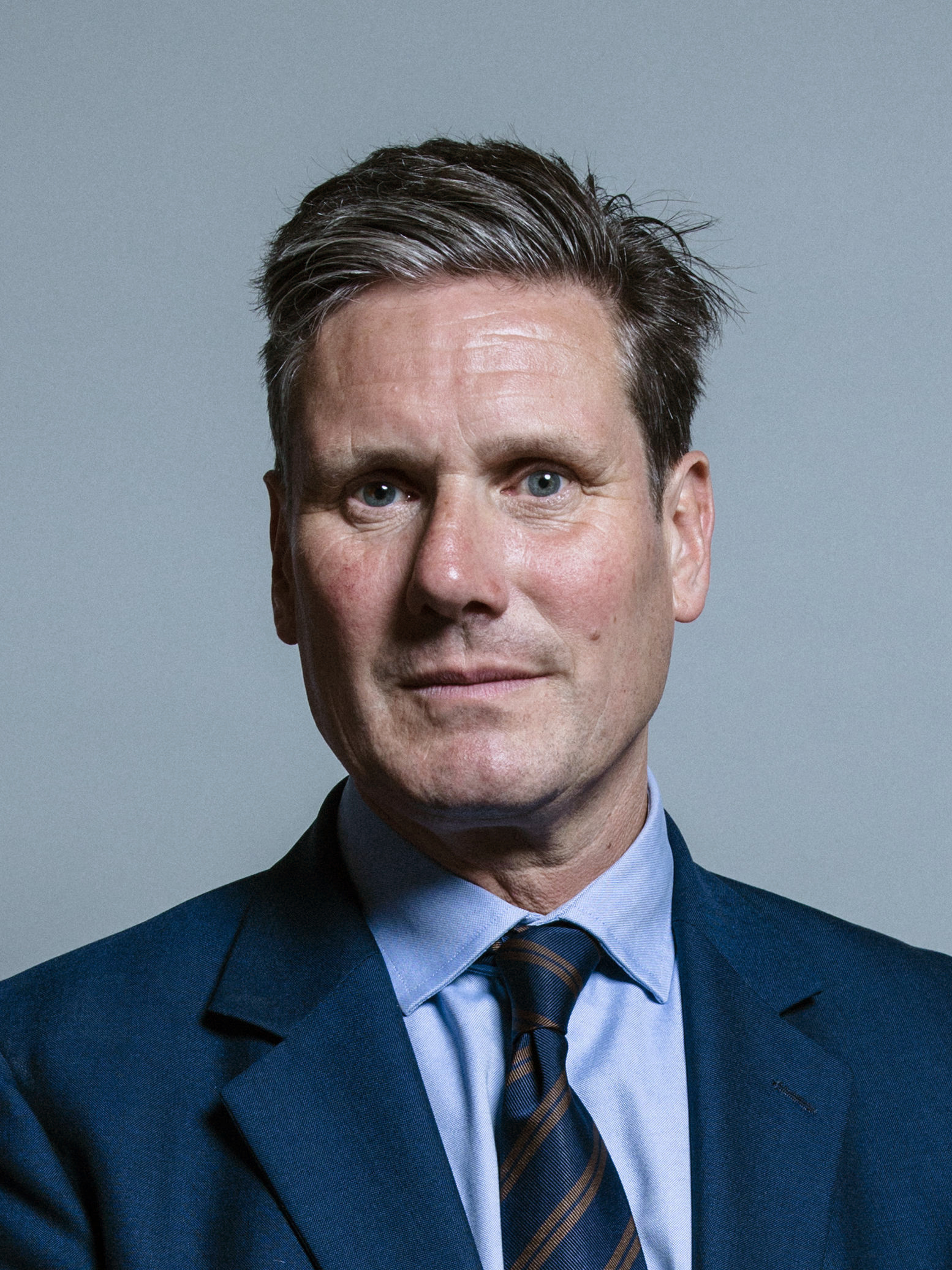
Кир Стармер Премьер-министр Соединённого Королевства Великобритании и Северной Ирландии с 5 июля 2024 г.
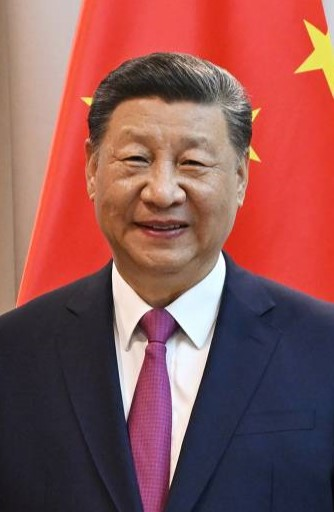
Си Цзиньпин Верховный лидер Китайской Народной Республики с 15 ноября 2012 г.[h]
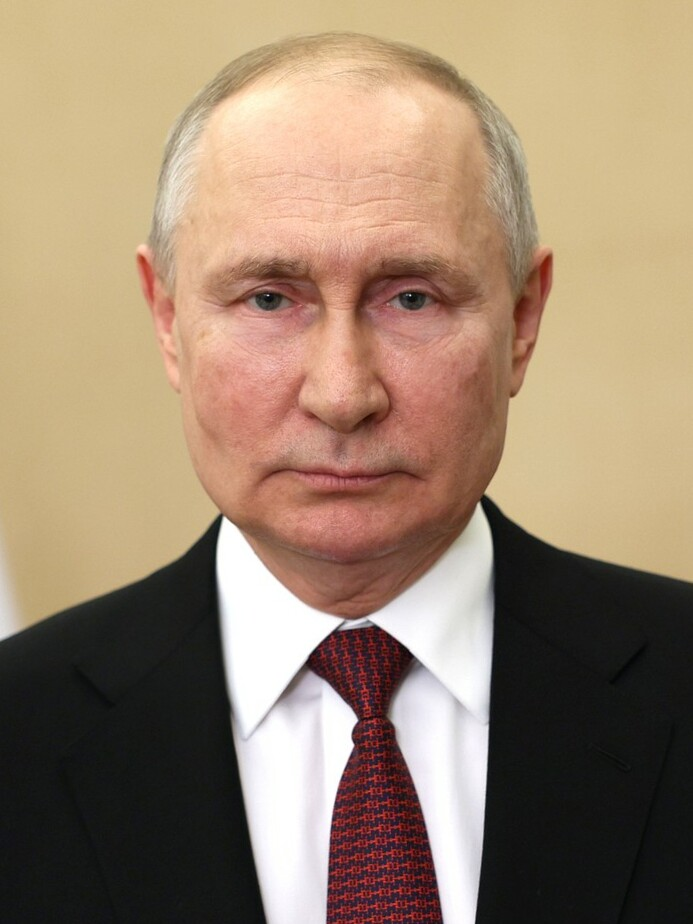
Владимир Путин Президент Российской Федерации с 7 мая 2012 г.[i]
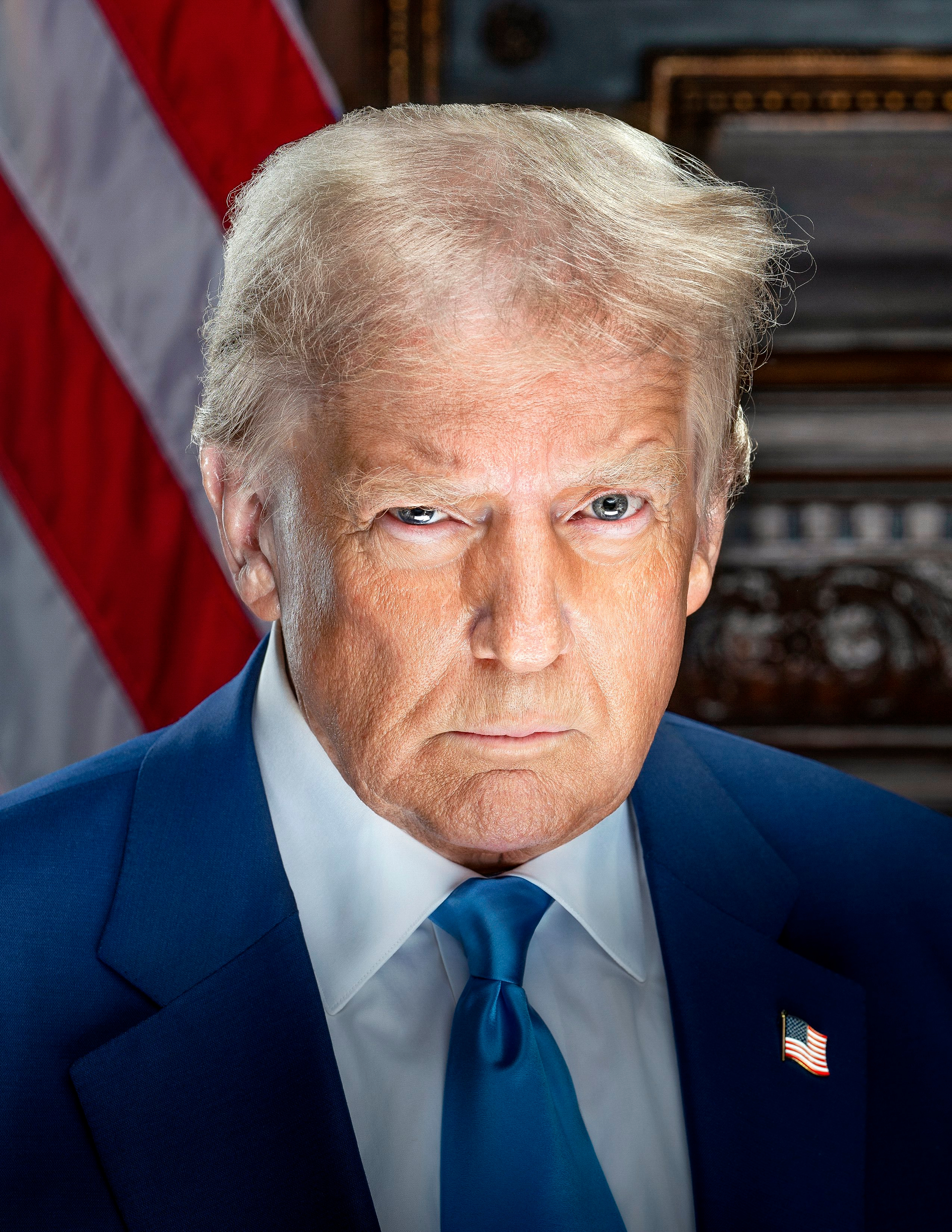
Дональд Трамп Президент Соединённых Штатов Америки с 20 января 2025 г.
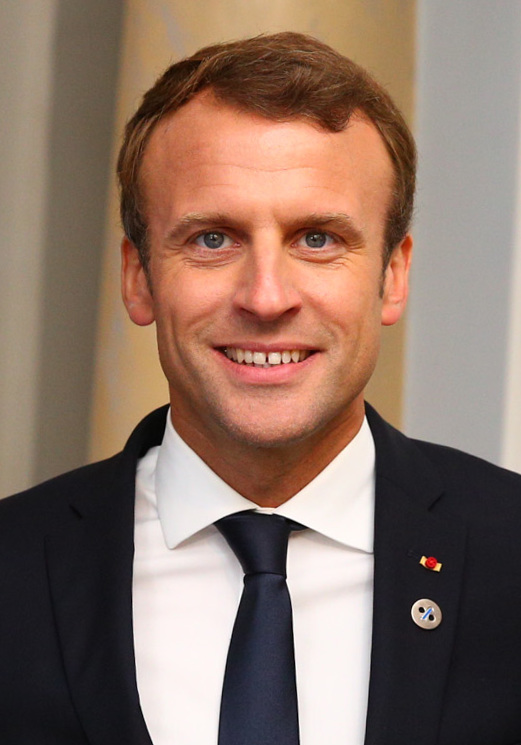
Эмманюэль Макрон Президент Французской Республики с 14 мая 2017 г.

### Сноски
1. ↑  «Российская Федерация заняла место Советского Союза после его распада».
2. ↑  «Постоянными членами Совета Безопасности ООН являются пять государств, которым Устав ООН 1945 года предоставляет постоянное место в Совете Безопасности ООН: Китай, Франция, Российская Федерация, Великобритания, Соединённые Штаты».
3. ↑  «Абсолютно не логически, что советское постоянное место в Совете Безопасности также принадлежало России, так как в СССР входило 15 союзных республик. И все они вышли из Союза в один день. Конечно, верно, что статья 23(1) называет пять постоянных членов Совета (включая „Союз Советских Социалистических Республик“) поимённо. Фактически Россия стала постоянным членом благодаря практики, принятой Организацией Объединённых Наций в 1971 году, когда „Китайская Народная Республика“ заменила „Китайскую Республику“ (еще один постоянный член Совета Безопасности)». Но тут ситуация немножко другая, Китай не распадался на 15 независимых стран, как прекратил свое существование СССР,с таким подходом любая из 15 стран СССР могла занять место ПЧ в ООН
4. ↑  25 октября 1971 г., несмотря на сопротивление Соединённых Штатов Америки, коммунистическая Китайская Народная Республика на материке получила место Китая в Совете Безопасности вместо Китайской Республики (Тайваня).
5. ↑  Председатель Китая юридически является церемониальной должностью, но генеральный секретарь ЦК КПК (де-факто лидер) всегда занимал эту должность с 1993 года, за исключением переходных месяцев. Нынешним верховным лидером является председатель Си Цзиньпин.
6. ↑  Де-юре главой правительства Китая является премьер Государственного Совета, нынешним руководителем которого является Ли Цян.
7. ↑  В то время и законодательство Франции, и список несамоуправляющихся территорий Организации Объединённых Наций признавали Французский Алжир частью Франции, а не колонией Франции.
8. ↑  Председатель Китая с 14 марта 2013 г.
9. ↑  Ранее президент России в 2000–2008 гг.